# 4652 Iannini
A 4652 Iannini (ideiglenes jelöléssel 1975 QO) a Naprendszer kisbolygóövében található aszteroida. Félix Aguilar Obszervatórium fedezte fel 1975. augusztus 30-án.